# كوراليا

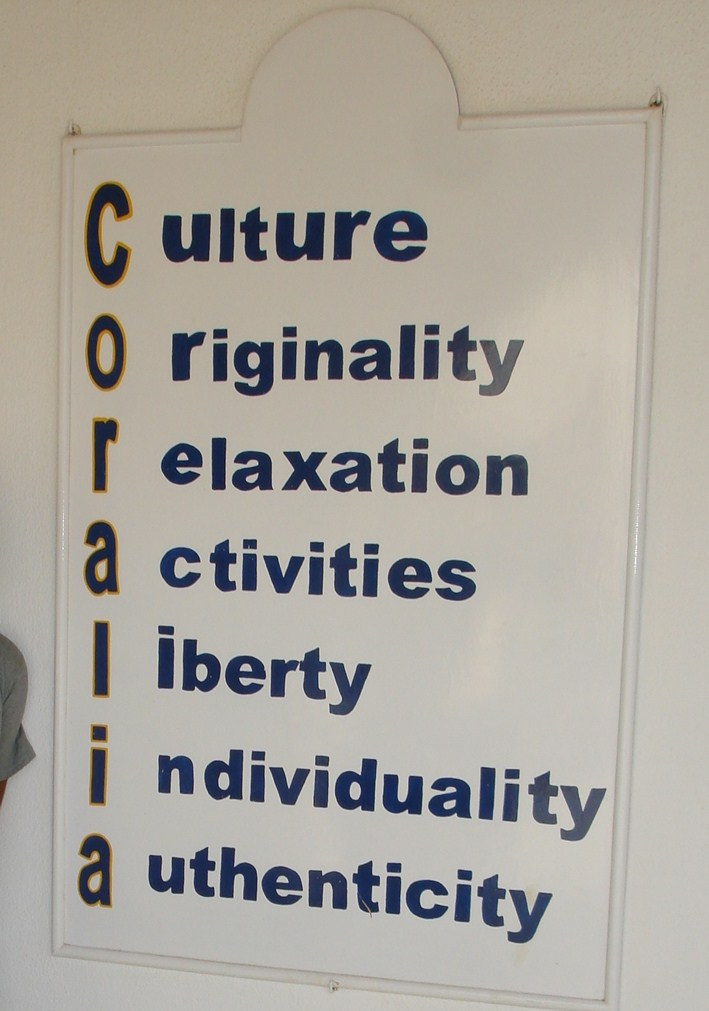
علامة كوراليا في دهب، مصر.

كوراليا (بالإنجليزية: Coralia)‏ هو سلسلة نادي فندقي، والتي تمتلكها وتديرها مجموعة الفنادق الفرنسية أكور .

## وصلات خارجية
- كوراليا كلوب دهب